# Храм Николая Чудотворца (Сортавала)
Храм Николая Чудотворца в Сортавале — памятник культурного наследия Республики Карелия (Постановление Совета Министров Карельской АССР № 85 от 6 апреля 1988 г.). Находится в юрисдикции Петрозаводской и Карельской епархии Русской православной церкви.
Построен по проекту архитектора Николая Павловича Гребёнки.
Еще с XV в. Сердоболь являлся центром Никольского Сердобольского погоста, в котором существовала церковь Николая Чудотворца на острове Ригола (ныне — Риеккалансари).
В 1820—1830-х гг. согласно клировым ведомостям в Сердоболе было две деревянных церкви — во имя Святого Николая Чудотворца и во имя Святых первоверховных апостолов Петра и Павла.
Петропавловский храм, построенный в 1785 г., сохранился до середины XIX в. и к тому времени пришёл в ветхость.
Петербургский купец Григорий Елисеев пожертвовал крупную сумму на строительство новой каменной церкви.
Проект утвержден 6 ноября 1869 г, строительство начато в 1870 г., завершено в 1873 г.
В плане представляет крестово-купольный храм, с большим центральным куполом и 4 главками.
Главный иконостас — двухъярусный, а в боковых пределах — одноярусный.
Первоначально именовалась Петропавловской, имела три престола: основной — во имя Петра и Павла, справа — во имя Успения Анны, слева — преподобных Сергия и Германа, Валаамских чудотворцев.
Предел во имя Успения Анны освящён митрополитом Санкт-Петербургским и Новгородским Исидором 15 октября 1872 г.
В 1913 г. после учреждения Сердобольского викариатства Финлядской епархии храм стал собором, при котором существовала кафедра викарного епископа.
С 1918 г. — на территории независимой Финляндия, собор Финской православной церкви.
После советско-финской войны 1939—1940 гг. — на территории СССР, не функционировал, после возвращения финских властей переосвящен.
После Великой Отечественной войны г. Сортавала — в составе Олонецкой епархии.
18 июля 1947 года главный престол освящён во имя Николы Чудотворца, освящение провел митрополит Нектарий.
В 1949 г. — в составе Ленинградской и Ладожской епархии. С 1960-х по 1980-е годы — один из четырёх действующих храмов в Карельской АССР.

## Духовенство
- Настоятель храма — протоиерей Андрей Бондаренко[3]